# 1919
Cette page concerne l'année 1919 (MCMXIX en chiffres romains) du calendrier grégorien.
Pour le film, voir 1919 (film).
L'année 1919 est une année commune qui commence un mercredi.
L'année 1919 est marquée par la négociation des traités de paix mettant fin à la Première Guerre mondiale. La conférence de paix de Paris aboutit le 28 juin à la création de la Société des Nations et à la signature du traité de Versailles puis le 10 septembre au traité de Saint-Germain-en-Laye.

## En bref
- 5 janvier - 12 janvier : révolte spartakiste de Berlin.
- 14 février : début de la guerre soviéto-polonaise.
- 9 mars : révolution égyptienne.
- 13 avril : le massacre d’Amritsar marque l’éveil du nationalisme indien.
- 3 - 28 mai : troisième guerre anglo-afghane[1].
- 15 mai : occupation de Smyrne par la Grèce ; début de la guerre gréco-turque.
- 19 mai : début de la guerre d’indépendance turque.
- 13 octobre : convention de Paris portant réglementation de la navigation aérienne[2].

## Événements

### Afrique
- Janvier : création par Clements Kadalie de l’Industrial and Commercial Workers Union (ICU), premier syndicat noir en Afrique du Sud[3]. Il compte 60 000 membres en 1926
- 19 - 21 février : premier Congrès panafricain à Paris (W.E.B. DuBois, Blaise Diagne). Il cherche à obtenir des puissances coloniales une reconnaissance des services rendus par les Africains pendant la guerre et un nouveau statut pour la race noire en Afrique[4]. William Du Bois, un sociologue afro-américain, plaide sans succès pour l'autodétermination des « peuples de couleur ». À la suite du Congrès panafricain, des Antillais et des Africains (Jean Ralaimongo) créent à Paris la « Ligue française pour l’accession des indigènes de Madagascar aux droits de citoyens français »[5].
- 1er mars : un décret détache la partie méridionale de la boucle du Niger du haut-Sénégal-Niger et crée la colonie de Haute-Volta[6].

- 20 juin : création par décret du lycée de Saint-Louis du Sénégal, qui devient le 10 novembre le lycée Faidherbe, le premier au Sénégal (ouvert le 6 novembre 1920)[7].

- 10 juillet : le Cameroun et le Togo passent sous mandat britannique et français[8].
- 17 juillet : début d’une grève générale en Sierra Leone, accompagnée d’émeutes et de pillages des boutiques des commerçants levantins[9].

- 21 août : le Conseil des Quatre accepte l’accord Orts-Milner signé le 30 mai. Le Ruanda-Urundi passe sous mandat belge. Le Tanganyika passe sous mandat britannique[10].

- 23 octobre : première circulaire Northey, au Kenya. Le gouverneur Edward Northey institue le quasi-travail forcé des indigènes (1918-1921). Les missionnaires s’opposent à cette politique[11].

- 30 novembre : encyclique Maximum illud de Benoît XV ; avec celle de Pie XI Rerum Ecclesiae du 28 février 1926, elle favorise l’émergence d’un clergé indigène en Afrique et en Océanie dans l’Église catholique pendant l’entre-deux-guerres[12].

- 29 décembre : Mopti est érigée en commune mixte[13].
- Décembre : grève des dockers du Cap, organisée par Clements Kadalie en Afrique du Sud[14].

### Amérique

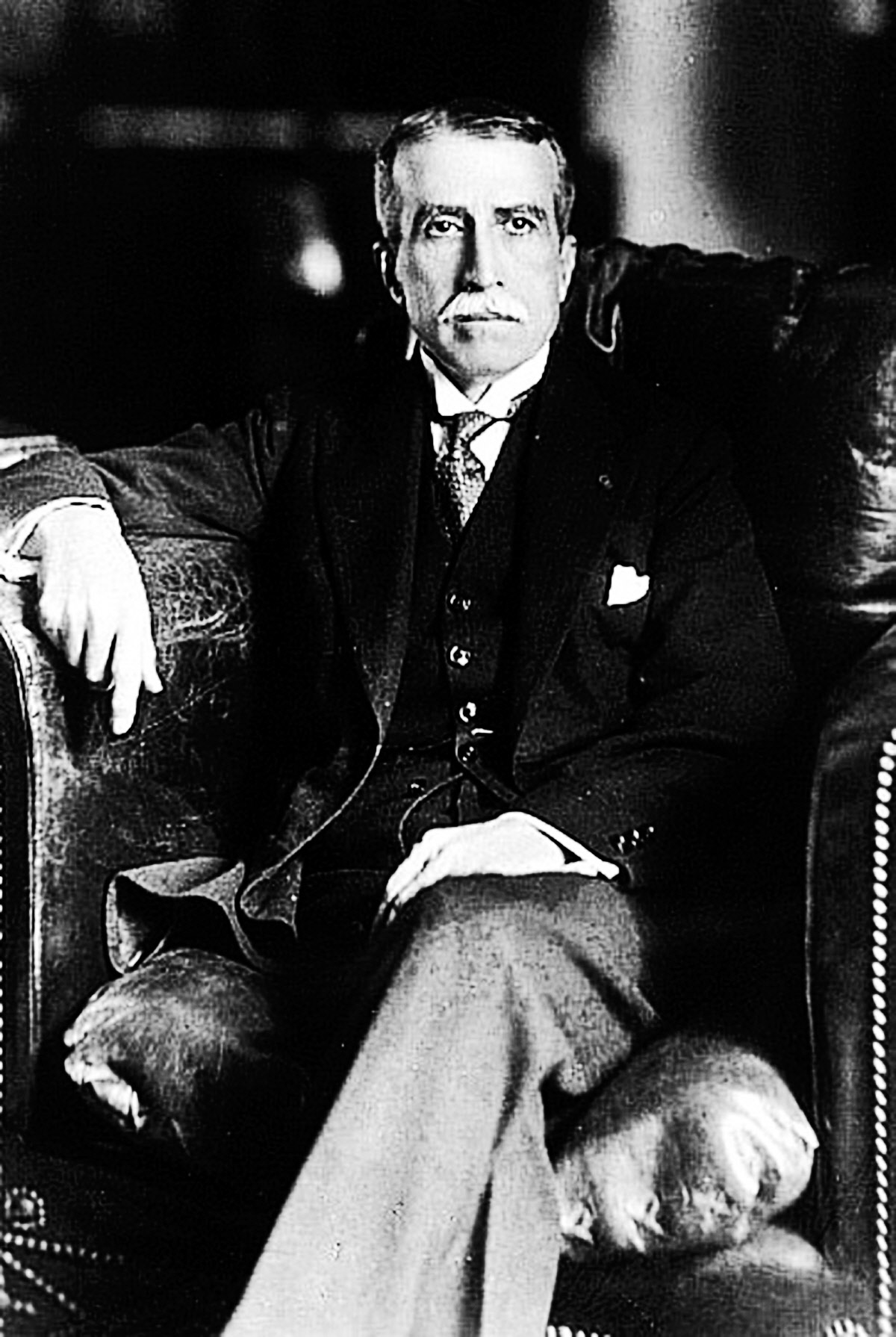
Oncenio d’Augusto Leguía au Pérou.

- 7 - 14 janvier : semaine tragique en Argentine. La répression de la grève générale à Buenos Aires provoque la mort de plus de 200 ouvriers. Elle marque l’apogée du mouvement ouvrier en Argentine (1917-1921)[15].
- 1er mars : Baltasar Brum est élu président de l’Uruguay à la suite de la réforme constitutionnelle[16]. Il poursuit la politique initiée par José Batlle y Ordóñez.
- 10 avril : assassinat d’Emiliano Zapata sur ordre du président mexicain Venustiano Carranza[17].
- 14 - 15 juin : premier vol transatlantique sans escale de John Alcock et Arthur Brown, entre Terre-Neuve et l’Irlande[18].
- 4 juillet : Augusto Bernardino Leguía est porté au pouvoir au Pérou à la suite d’une campagne populiste. Son régime devient rapidement dictatorial et doit affronter la contestation étudiante. Retour au militarisme (Oncenio, 1919-1930). Leguía promulgue une nouvelle Constitution en 1920[19].

### Asie
- 22 janvier : après avoir pris Oufa le 31 décembre, l’Armée rouge prend Orenbourg[20]. Elle vainc en 1919-1920 les troupes russes contre-révolutionnaires réfugiées dans les steppes et occupe le Kazakhstan. La Kirghizie, après avoir résisté aux bolcheviks, est rattachée à la République socialiste soviétique autonome (RSSA) du Turkestan au sein de la République socialiste fédérative soviétique de Russie (RSFSR) jusqu’en 1924[21].

- 20 février : l'émir d’Afghanistan Habibullah Khan est assassiné à Laghmân. Son frère Nasrullah est proclamé émir à Jalalabad[22].
- 25 février : Amanullah Khan, fils d’Habibullah, est proclamé émir d'Afghanistan à Kaboul. Il fait arrêter son oncle Nasrullah le 28 février. Le 3 mars, il écrit au vice-roi des Indes Lord Chelmsford pour affirmer l’indépendance de son pays et renégocier le traité anglo-afghan[22]. Déterminé à mettre son pays totalement à l’écart de la sphère d’influence britannique, il déclare la guerre au Royaume-Uni en mai. Les Britanniques, confrontés au même moment au mouvement grandissant de libération indienne, négocient un traité de paix.

- 1er mars : mouvement du 1er mars (Samil Undong) en Corée. Le texte de la déclaration d’indépendance du pays, alors occupée par le Japon, est lu publiquement dans un parc de Séoul à l’occasion des funérailles du dernier roi de la dynastie Chosŏn. Des manifestations non violentes éclatent pour réclamer l’indépendance et se répandent dans tout le pays, impliquant deux millions de Coréens. Elles cessent le 15 avril à la suite de la répression par l’armée japonaise (7 509 tués, 15 961 blessés et 46 948 arrestations)[23].

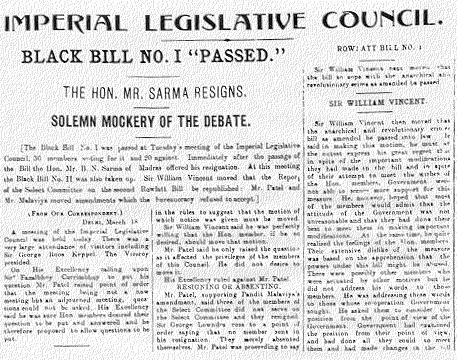
18 mars : Rowlatt Act

- 18 mars, Inde : Rowlatt Act instaurant des cours spéciales et autorisant au vice-roi et aux gouverneurs la détention sans procès pour activités subversives. Ces lois provoquent une recrudescence de l’activité nationaliste. Gandhi, alors à la tête du Congrès national indien, déclenche un satyâgraha (« force de la vérité », action de masse, non-violente) pour protester contre l’exil de deux chefs nationalistes[1].

- 13 avril :
  - les autorités britanniques ripostent à l’éveil du nationalisme indien par le massacre d'Amritsar, au Pendjab (ville des Sikhs), tirant sur la foule et faisant 379 morts et 1 208 blessés[1]. Des émeutes s’ensuivent à Bombay, Calcutta, Ahmedabad et Delhi. Rabindranath Tagore, prix Nobel de littérature, renvoie son titre de chevalier (knight) en signe de protestation.
  - Amanullah proclame l’indépendance de l’Afghanistan[22].
  - dix dirigeants coréens en exil établissent à Shanghai un gouvernement provisoire de la république de Corée[24].
- 30 avril : Wilson, Clemenceau et Lloyd George accordent au Japon les droits, titres et privilèges acquis par l’Allemagne en Chine dans le Shandong[25]. Les « Vingt et une demandes » à la Chine sont refusées mais si le Japon reçoit des compensations, il ne s’en estime pas moins humilié sur la scène internationale.

- 3 mai-4 mai : des troupes afghanes franchissent la frontière indienne à l’ouest de la passe de Khyber et prennent le village de Bagh, qui contrôle l’approvisionnement en eau de la garnison britannique à Landi Kotal. L’incident marque le début de la troisième guerre anglo-afghane[22].

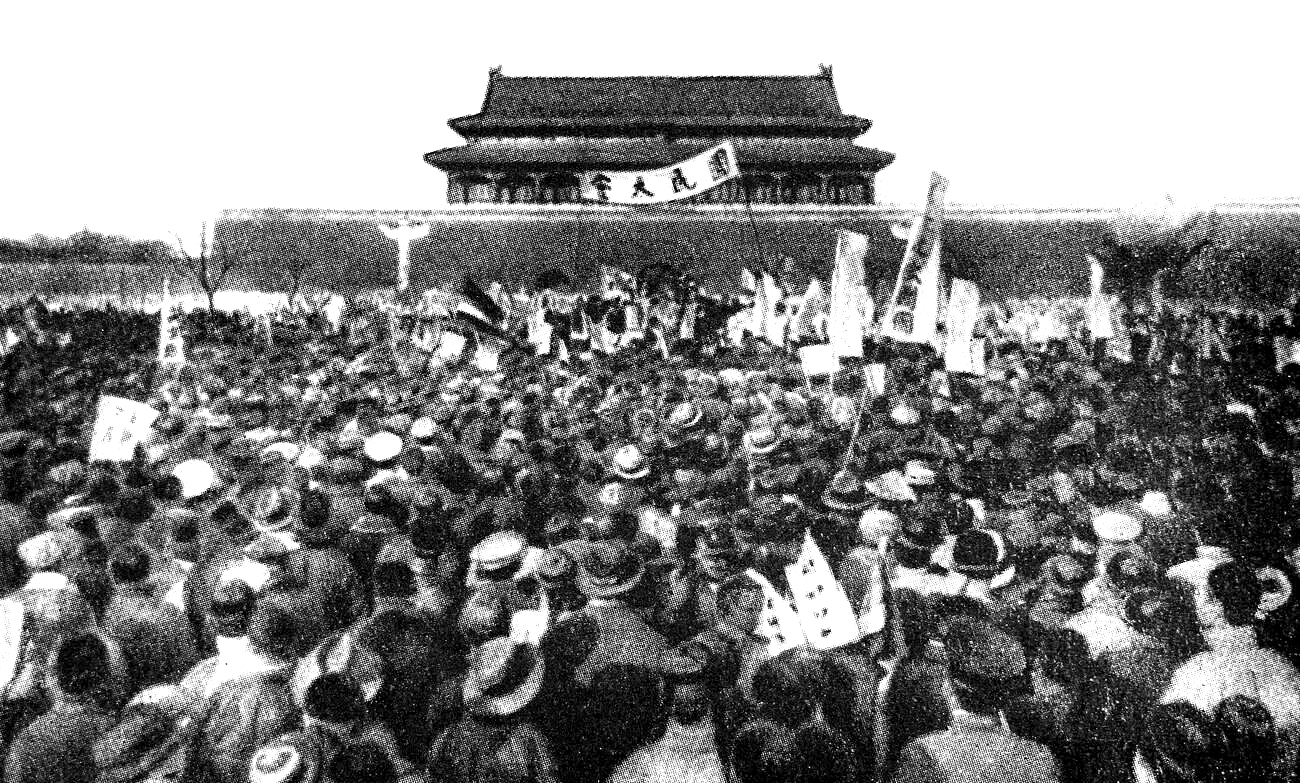
Mouvement du 4 mai.

- 4 mai : mouvement du 4 mai[25]. Manifestations étudiantes à Pékin (Beijing) en Chine, pour la modernisation, la démocratie, et contre le Japon et les autres puissances impérialistes. Éveil du nationalisme chinois. Certains manifestants rejoindront plus tard le Parti communiste chinois (PCC).
- 19 mai-20 mai : éruption du Kelud en Indonésie[26] ; 5 088 morts[27]

- 28 juin : le gouvernement de la république de Chine refuse de signer le traité de Versailles[25].
- Juin : création d’une République kirghize rebaptisée République socialiste soviétique autonome (RSSA) kirghize (kazakhe) le 26 août 1920[28].

- 10 juillet, Kazakhstan : le Conseil des commissaires du peuple nomme un Comité révolutionnaire Kirghiz (Kazakh) ou Kirrevkom ; pendant l’été, découragés par les défaites des Russes blancs et influencés par les promesses d’autonomie des bolcheviks, de nombreux membres éminents d’Alash Orda rejoignent le Kirrevkom[29].

- 8 août :
  - par un accord conclu à Rawalpindi, les Britanniques reconnaissent la souveraineté et l’indépendance de la nation afghane[22].
  - Mitsukawa Kametarō et Shūmei Ōkawa fondent le groupe de discussion nationaliste et club politique Yuzonsha[30]. Début au Japon d’un vigoureux courant ultranationaliste.

- 12 août : l’amiral Saitō Makoto remplace Hasegawa Yoshimichi, contesté dans sa gestion du mouvement du 1er mars, comme gouverneur-général de Corée. Dès le 19 août, il publie le « Décret impérial pour la réorganisation du gouvernement-général de Choson ». Il est à Séoul le 2 septembre[31].

- 21 septembre : les musulmans indiens[32], qui s’inquiètent du sort réservé au calife ottoman après la défaite de la Turquie, fondent à Lucknow la Conférence panindienne pour le Califat (All-India Khilafat Conference) qui élit Gandhi comme président le 24 novembre à Delhi. Le Congrès choisit le 17 octobre comme jour de deuil (all-India Khilafat Day)[33].

- 22 novembre : le gouvernement Chinois annonce par décret la suppression de l’autonomie de la Mongolie[34].
- 25 novembre : l’école réformiste de Deoband, opposée à la partition de l’Inde, fonde l’Association des oulémas de l’Inde (Jamiat Ulema-e-Hind (en))[35].

- 2 décembre : une garnison chinoise s’installe à Ourga et désarme les troupes mongoles[36].
- 23 décembre : proclamation par le roi George V du Royaume-Uni du Government of India Act, inspiré du rapport Montagu-Chelmsford de 1918[1]. Il étend la représentation des diverses communautés indiennes aux assemblées provinciales élues et à l’assemblée centrale. L’autorité des provinces est renforcée selon le principe de la « dyarchie ». Certains secteurs jusque-là réservés aux gouvernements provinciaux (éducation, santé, agriculture, collectivités locales) sont transférés à des ministres responsables devant les assemblées législatives, tandis que les autres (finances), restent dévolus à des ministres nommés par les Britanniques.

### Proche-Orient
- 1er janvier : mémorandum de Faysal[37]. La Grande-Bretagne, qui considère le Hedjaz comme une puissance belligérante faisant partie du camp des vainqueurs, fait pression pour que l’émir Faysal soit le seul représentant des Arabes à la conférence de Versailles. Elle interdit aux Palestiniens, aux Mésopotamiens et aux Égyptiens d’envoyer une délégation. Encadré par des officiers britanniques (T. E. Lawrence), Faysal expose les revendications arabes, nettement favorables à l’influence britannique : il propose une confédération d’États sous la direction de son père Hussein, composée de la Syrie, de l’Irak, de la Palestine, du Hedjaz, du Yémen. En Syrie et en Irak, Faysal demande l’appui de conseillers étrangers, sans en préciser la nationalité. En Palestine, il estime que le conflit potentiel entre Juifs et Arabes nécessite une tutelle étrangère directe. Il ne fait pas mention des revendications françaises au Liban et en Syrie.

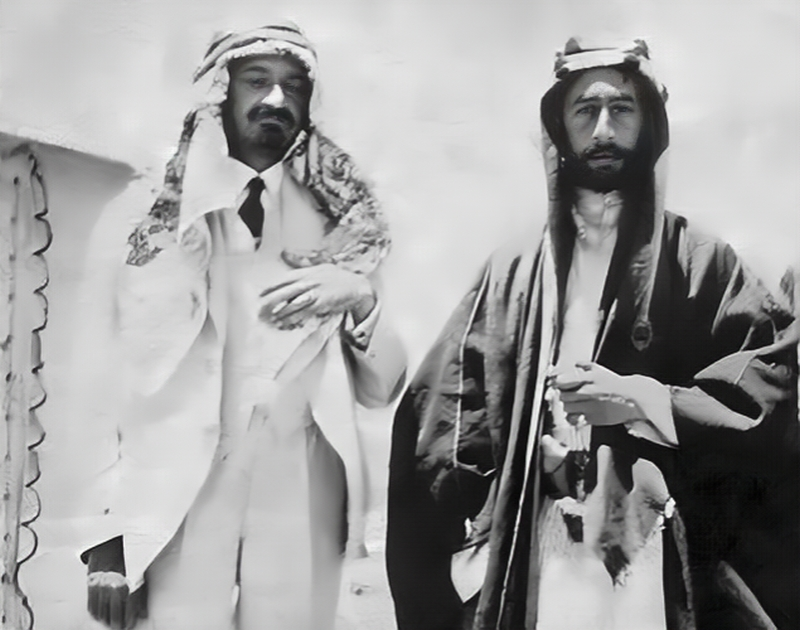
3 janvier : accord Fayçal-Weizmann. Photographie de 1918.

- 3 janvier : accord signé entre Faysal et Weizmann[38]. Il parle d’un État arabe en Palestine mais affirme également que les statuts de cette dernière doit être définis selon les termes de la déclaration Balfour. L’immigration des Juifs sera libre et l’Organisation sioniste aidera au développement de l’État arabe. Faysal ajoute que cet accord est conditionné par la satisfaction des demandes d’indépendance qu’il a exposées à Versailles. L’échec des revendications arabes devant les puissances rend l’accord caduc et en été Faysal revendique la Palestine comme partie du royaume arabe de Damas. Les nationalistes d’origine palestinienne, dans l’entourage de l’émir, se rapprochent du projet de Syrie intégrale de la France à condition que soit refusé tout projet sioniste.
- 18 janvier - 28 juin : conférence de Versailles[39]. La France, opposée au mémorandum de Faysal, favorise la présentation à Versailles de délégations syrienne et libanaise. Les revendications syriennes sont exposées par Comité central syrien, composé de personnalités francophiles. Sa délégation, reçue à Versailles le 13 février, demande la constitution d’une Grande Syrie englobant la Palestine et le Liban, placée sous la tutelle de la France. Le 15 février la délégation libanaise, essentiellement composée de Maronites revendique la création d’un Grand Liban de Tripoli à Saïda, incluant Beyrouth, sous tutelle française[40].
- 27 janvier-10 février : les notables palestiniens organisent un congrès islamo-chrétien à Jérusalem et demandent l’application du principe de droit des peuples, leur rattachement à la Syrie et refusent les revendications françaises sur la Palestine[41]. Ils demandent une tutelle britannique si celle-ci rejette le projet sioniste. Le congrès vote une organisation permanente, l’Association islamo-chrétienne, sous l’autorité du maire de Jérusalem Moussa Qassem al-Husseini.

- 14 et 21 février : les notables chiites envoient deux adresses au président Wilson qui revendique l’autodétermination et l’indépendance du peuple irakien[42]. La Grande-Bretagne empêche toute délégation nationale irakienne de se rendre en Europe.
- 27 février : la délégation sioniste à Versailles réaffirme la nécessité de l’émigration libre vers la Palestine. Elle ne réclame pas directement un État mais demande qu’on laisse aux Juifs la possibilité de bâtir « une nation aussi juive que la nation française est française et que la nation britannique est britannique »[43]. Cette déclaration est comprise par les Palestiniens comme le prélude de la prise de possession du pays par les Juifs.

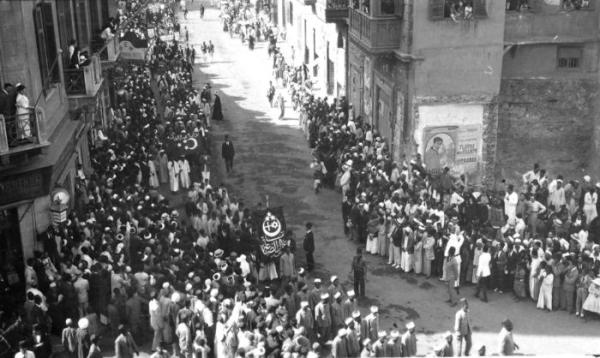
9 mars : révolte nationaliste en Égypte. Les manifestants arborent le drapeau égyptien avec le croissant, la croix et l’étoile de David.

- 9 mars : révolte nationaliste en Égypte menée par le parti Wafd de Saad Zaghlul contre le refus des Britanniques de prendre en considération la demande d’indépendance du pays. L’arrestation et la déportation des chefs du Wafd à Malte le 8 mars déclenche une véritable vague révolutionnaire[44]. La répression britannique, menée par le général Allenby, fait des milliers de morts. Les chefs du Wafd sont toutefois libérés le 7 avril[45].

- 29 mars : débarquement de forces italiennes à Antalya, qui avancent vers Smyrne[46]. Les Italiens revendiquent le sud-ouest de l’Anatolie en concurrence avec les Grecs.

- 11 avril : Saad Zaghlul se rend à Versailles mais ne parvient pas à empêcher la reconnaissance internationale du protectorat britannique sur l’Égypte[47].

- 15 mai, guerre gréco-turque : les forces grecques débarquent à Smyrne avec l’accord des Alliés. Les affrontements entre Grecs et Turcs font 500 morts[48].
- 19 mai : Mustafa Kemal débarque à Samsun[49]. Début de la guerre d’indépendance turque.
- 22 mai : début de la première révolte kurde contre les Britanniques en Irak. Le gouverneur de Sulaymaniya Mahmoud Barzandji fait arrêter tous les officiers britanniques et se proclame souverain de tout le Kurdistan[50].
- 25-26 mai, Arabie : bataille de Turabah. Les Ikhwans d’Abdelaziz Ibn Sa’ud défont les troupes d’Abdallah, fils de Hussein, qui ont pris Turaba le 21[51]. Le conflit s’accompagne d’une intense propagande religieuse, Ibn Sa’ud accusant le shérif d’avoir trahi l’Islam, Hussein accusant Sa’ud d’être un hérétique. Les succès saoudiens sont freinés sous la pression des Britanniques. Ibn Sa’ud se tourne alors vers le sud et occupe l’intérieur du Asir, entre le Yémen et le Hedjaz.
- 29 mai : départ pour Constantinople de la commission King-Crane. La question syrienne envenime les relations franco-britanniques durant la conférence de Versailles. Wilson propose l’envoi d’une commission d’enquête chargée de recueillir l’avis des populations de Syrie (10 juin-21 juillet). La France et la Grande-Bretagne refusent d’y participer, et les conclusions rendues par la commission le 28 août restent sans effets. En raison des troubles qui secouent son Empire, la Grande-Bretagne décide finalement de retirer ses troupes de Syrie le 13 septembre, reconnaissant l’influence française sur la région[43],[52].

- 3 juin : arrivée à Diyarbakır de la mission Noel au Kurdistan, chargée par les Britanniques d’organiser l’indépendance kurde face au nationalisme turc[53]
- 22 juin : Mustafa Kemal lance d’Amasya une proclamation condamnant la politique impériale de démission[49].

- 2 juillet : privé des fonds britanniques, le Congrès arabe syrien réunit à Damas proclame l’indépendance totale de la Syrie sous la protection de Faysal englobant le Liban et la Palestine, proclamation remise à la Commission King-Crane le lendemain[43]. La France durcit sa position. Elle envoie une force militaire au Liban commandée par le général Gouraud, nommé le 8 octobre, général en chef commandant l’armée du Levant, qui est à Beyrouth le 21 novembre[54]. Des troupes arabes irrégulières pénètrent au Liban pour attaquer les positions françaises ou mènent des actions de sabotage contre les lignes ferroviaires menant vers les lignes de front françaises contre les kémalistes.
- 5 juillet : à Constantinople, les dirigeants Jeunes-Turcs Talaat Pacha, Enver Pacha, Djemal Pacha et le docteur Nazim sont condamnés à mort par contumace par la cour martiale pour leur responsabilité dans le massacre des Arméniens[55].

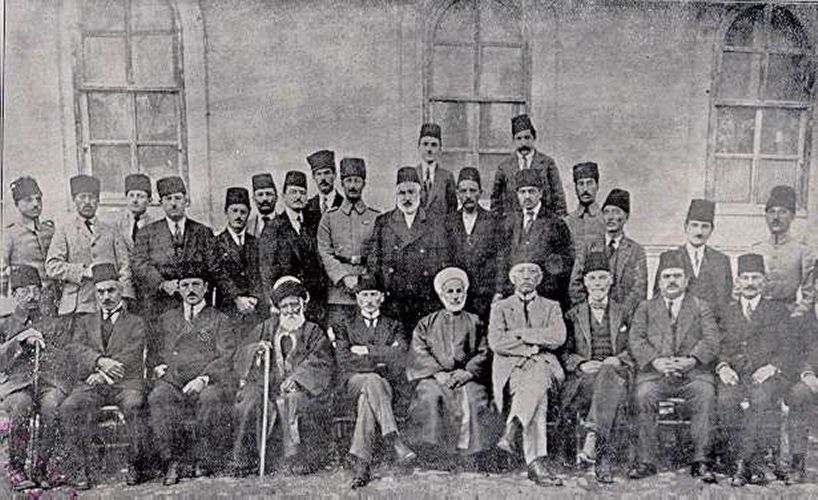
4 septembre : congrès de Sivas.

- 23 juillet : ouverture du congrès d’Erzurum[49]. Mustafa Kemal organise la réunion de congrès nationaux à Erzurum et à ) où sont posés en principe l’intégrité des territoires peuplés majoritairement de Turcs et envisagé la création d’un gouvernement populaire[56].

- 7 décembre : arrivée d’une commission d’enquête dirigée par Lord Milner au Caire. Elle est envoyée par Londres pour trouver une solution contre l’agitation révolutionnaire qui se poursuit en Égypte mais elle est boycottée par les Égyptiens[57]. La commission propose, dans son rapport d’avril 1920, la conclusion d’un rapport bilatéral entre la Grande-Bretagne et l’Égypte.
- 27 décembre : Mustafa Kemal arrive à Ankara après la victoire des nationalistes aux législatives[58].

### Europe

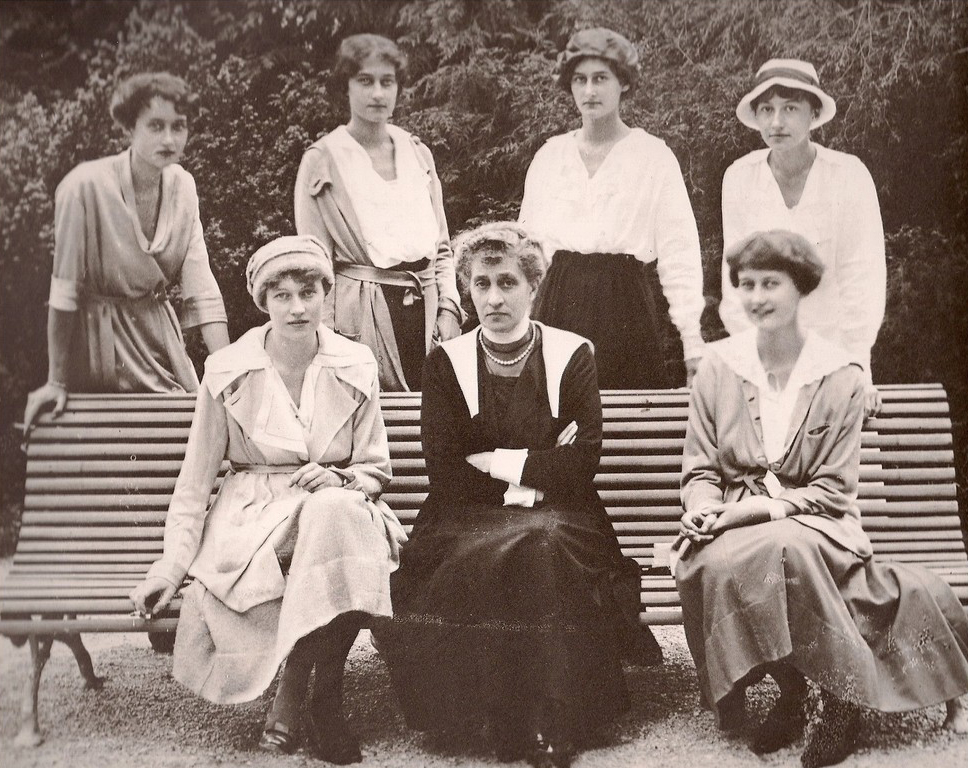
La grande-duchesse douairière de Luxembourg et ses filles (1920)

- 9 janvier : Soupçonnée de germanophilie, la grande-duchesse Marie-Adélaïde de Luxembourg est contrainte d'abdiquer. sa sœur Charlotte de Luxembourg lui succède. La grande-duchesse douairière Marie-Anne de Bragance est priée de se retirer en Bavière.
- 10 janvier : David Lloyd George, Premier ministre du Royaume-Uni, réorganise un cabinet de paix. Churchill au secrétariat à la Guerre[59].

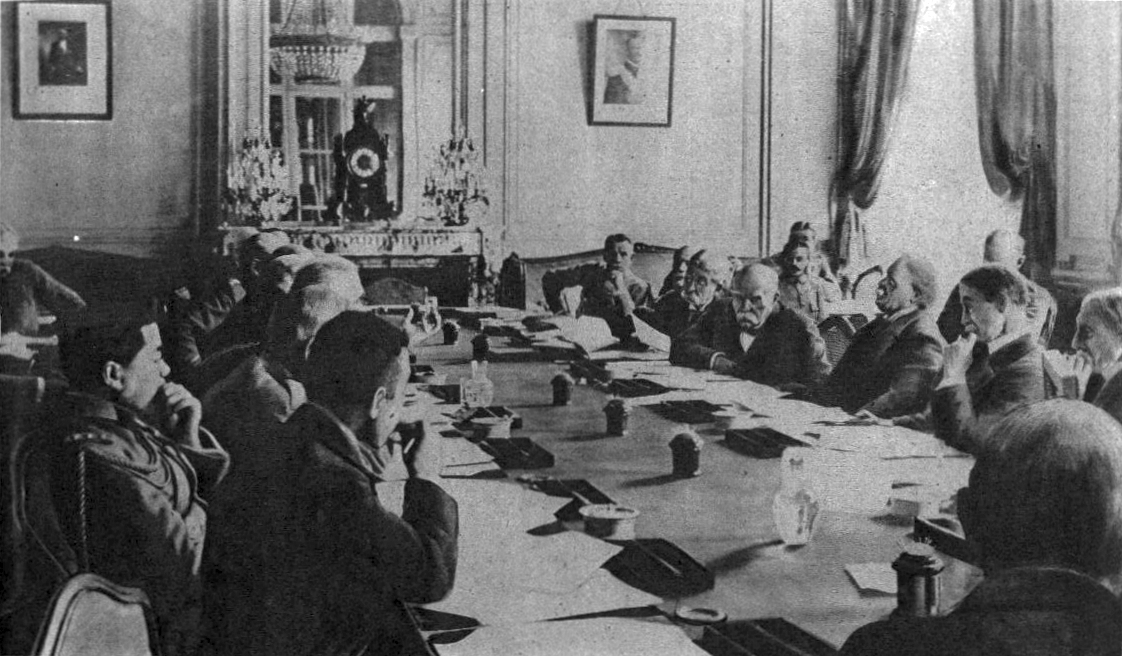
18 janvier : conférence de la Paix.

- 18 janvier : ouverture de la conférence de la Paix[39] au Quai d’Orsay à Paris (1919-1921) qui réunit les représentants des 27 États victorieux de la Première Guerre mondiale afin de négocier les traités de paix et de créer la Société des Nations. Georges Clemenceau en est élu président, les autres représentants des grands pays sont le Britannique David Lloyd George, l’Américain Thomas Woodrow Wilson et l’Italien Vittorio Orlando (Conseil des Quatre).
- 19 janvier : début d’une tentative de restauration monarchique au Portugal, la « Monarchie du Nord ». Elle échoue le 13 février[60]. Salazar, alors enseignant à la faculté de Coimbra, est accusé d’avoir trempé dans le complot royaliste, et sanctionné[61].
- 21 janvier : les députés indépendantistes irlandais constituent un Parlement indépendant d’Irlande (Dáil Éireann) à Dublin et adoptent une déclaration d’indépendance[62]. Début de la guerre d’indépendance irlandaise, affrontements entre troupes britanniques et forces nationalistes (1919-1922).

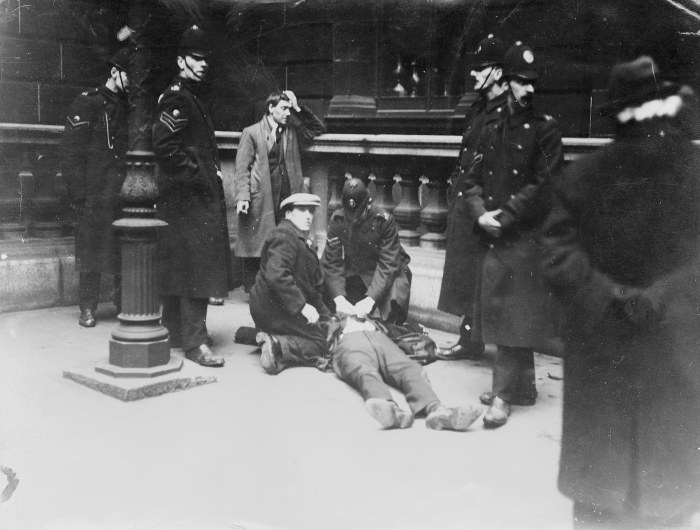
31 janvier : Battle of George Square. Le socialiste écossais David Kirkwood à terre.

- 31 janvier : battle of George Square. Charge de la police à Glasgow lors d’une grève pour la réduction du temps de travail[63].

- 14 mars : Lloyd George s’oppose au plan de Clemenceau d’annexion de la Rhénanie tout en acceptant une occupation militaire temporaire. Il suggère que la frontière franco-allemande soit garantie par Londres et Washington. Clemenceau accepte deux jours après malgré l’opposition de Foch[64]. Lloyd George exige que les réparations couvrent les pensions des veuves de guerre[65].
- 23 mars : l'ex-empereur Charles Ier d'Autriche et sa famille arrivent en Suisse où commence leur vie d'exil.

- 3 avril : le parlement autrichien vote la "Loi de Habsbourg" confisquant les biens des membres de l'ex-dynastie.
- 11 avril : rejet du principe de l’égalité des races proposé par le Japon à la conférence de Paris[66].
- 28 avril : pacte de la Société des Nations (SdN), installée à Genève[67].

- 3 juin : création d’un ministère de la Santé au Royaume-Uni[68].
- 18 juin : le président américain Woodrow Wilson rend visite en Belgique.

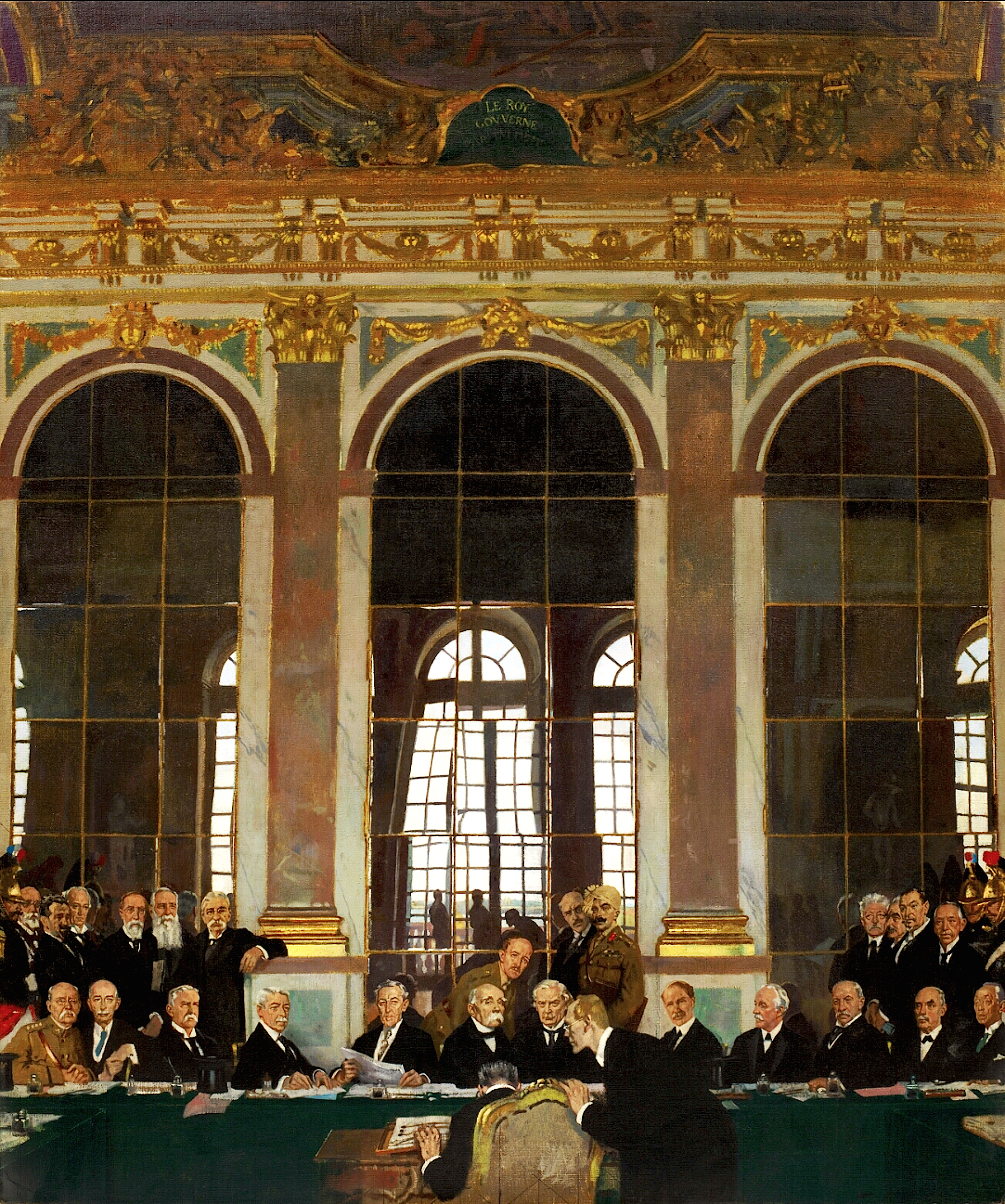
28 juin : traité de Versailles, toile de William Orpen

- 21 juin : Sabordage de la flotte allemande à Scapa Flow
- 28 juin : signature du traité de Versailles entre la France, ses alliés et l’Allemagne, qui met fin à la Première Guerre mondiale[39].
  - L’Allemagne perd 10 % de son territoire : Alsace-Lorraine, cantons d’Eupen, de Malmedy et de Moresnet (à la Belgique), Nord du Schleswig-Holstein (Danemark), Luxembourg, Posnanie et Prusse-Occidentale (Pologne). La Sarre relève pour 15 ans de la SDN. La Rhénanie est démilitarisée et occupée par les Alliés pendant 15 ans. Les Alliés imposent la livraison de tout le matériel militaire, l’interdiction du service militaire obligatoire et la dissolution du grand état-major. L’armée devra être limitée à 100 000 hommes. L’Allemagne est tenue pour responsable des dommages de guerre.

- 2 juillet : grève des cheminots au Portugal qui dure jusqu’en septembre[69].

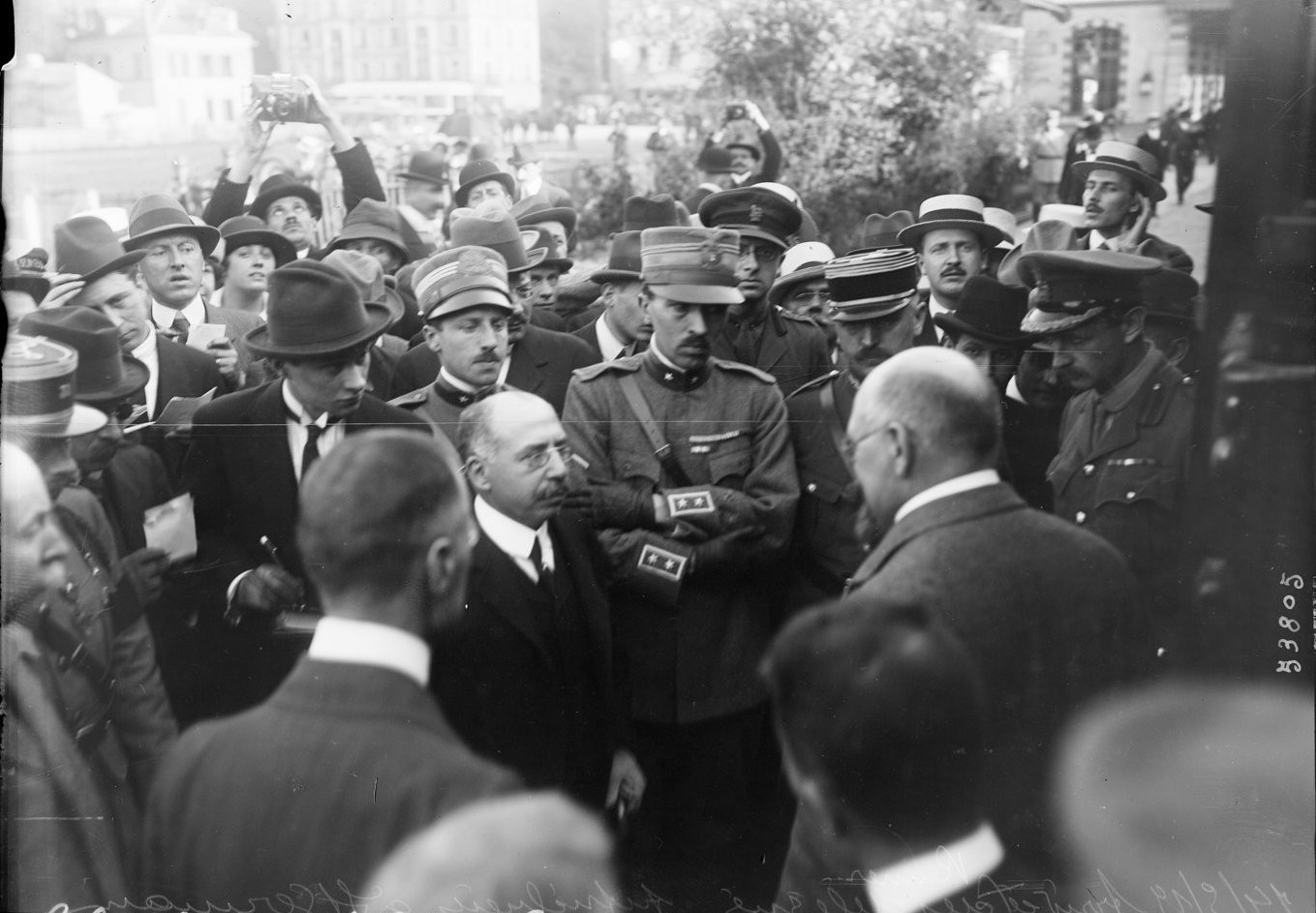
Arrivée de la délégation autrichienne à Saint-Germain-en-Laye, 14 mai 1919.

- 10 septembre : signature du traité de Saint-Germain-en-Laye entre les Alliés et l’Autriche. Démembrement de l’empire Austro-hongrois. L’Anschluss (unification entre l’Allemagne et l’Autriche) est interdite[70].
- 13 septembre : l’Union ouvrière nationale devient la Confédération générale du travail (anarcho-syndicaliste) au Portugal[69].
- 29 septembre : scolarité obligatoire de 7 à 12 ans au Portugal[71].
- 28 septembre : référendum au Luxembourg : la monarchie et la dynastie sont conservées.
- 29 septembre et 1er octobre : fusion du parti évolutionniste et du parti unioniste en un parti nationaliste républicain au Portugal, le Parti républicain libéral[72], à la suite d'une période d’instabilité politique[60].
- 5 octobre : le conservateur António José de Almeida, élu président de la république du Portugal le 6 août, entre en fonction (fin en 1923)[73].
- 5-6 octobre : référendum sur l’introduction de la prohibition des boissons spiritueuses en Norvège[74].
- 6 novembre : Malgré l'opposition du parlement, la grande-duchesse Charlotte épouse le prince Félix de Bourbon-Parme, frère de l'ex-impératrice d'Autriche et ancien officier autrichien ayant combattu contre les alliés.
- 19 novembre : le Sénat américain refuse de ratifier le traité de Versailles[75].

- 23 décembre : Sex Disqualification (Removal) Act au Royaume-Uni[76].

#### Allemagne
- 1er janvier : fondation du Parti communiste d’Allemagne (KPD) par la Ligue Spartakus[77].

- 5 janvier :

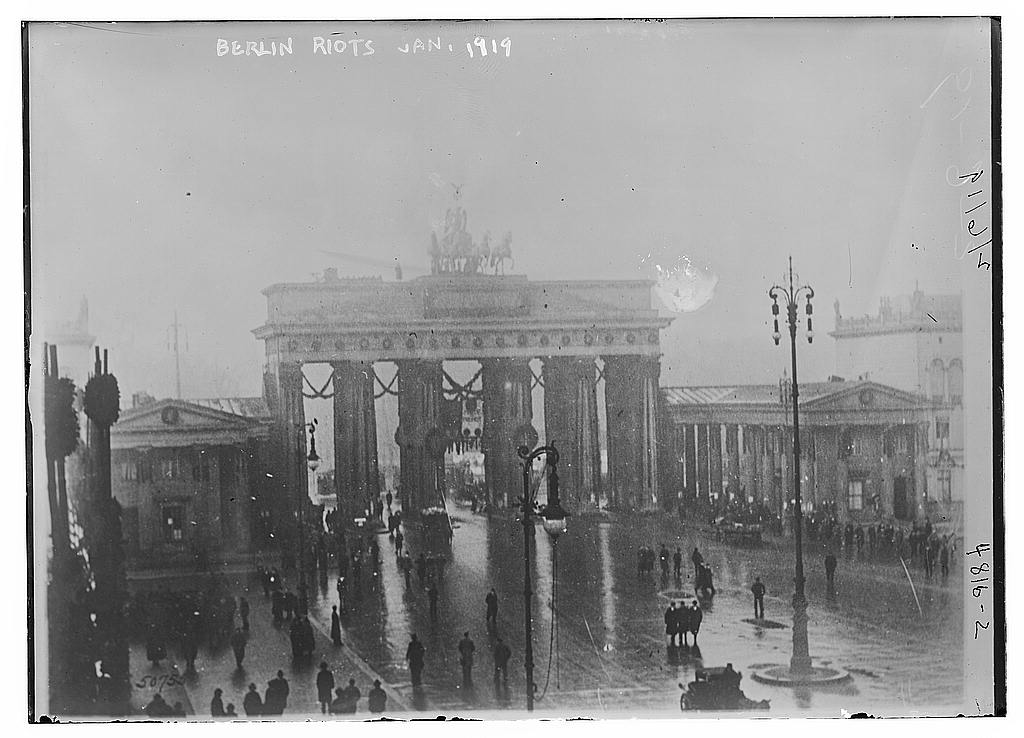
5-12 janvier : révolte spartakiste de Berlin.

  - création du Parti des travailleurs allemands (DAP)[78], qui devient en 1920 le Parti national-socialiste des travailleurs allemands (NSDAP).
  - début de l'insurrection spartakiste menée par les dirigeants berlinois du parti social-démocrate indépendant, les délégués révolutionnaires et les spartakistes[77]. L’insurrection est écrasée du 9 au 12 janvier par le ministre social-démocrate de la Reichswehr Gustav Noske et par les corps francs[79].
- 10 janvier : une république soviétique est proclamée à Brême. Elle dure quatre semaines[80].
- 15 janvier : Karl Liebknecht et Rosa Luxemburg sont assassinés par des membres de la garde montée[77].
- 19 janvier : élections à l’Assemblée nationale constituante. Victoire du SPD, du Zentrum et du DDP (démocrates) qui obtiennent les 3/4 des suffrages[81].

- 6 février : la nouvelle assemblée se réunit à Weimar[78].
- 11 février : élection de Friedrich Ebert président du Reich[78].
- 13 février : Philipp Scheidemann forme un gouvernement de coalition[78].
- 21 février : assassinat du dirigeant social-démocrate des Conseils de Bavière, Kurt Eisner, à Munich[77].

- 3 mars : à l’appel du Parti communiste d’Allemagne, les conseils ouvriers de Berlin déclenchent une grève générale. Le ministre de la Reichswehr proclame l’état de siège suivi le lendemain par des affrontements entre les manifestants et l’armée[82].
- 4-13 mars : la répression de la grève générale à Berlin par la police et l’armée fait 12 000 morts[80]. Arrestation de militants spartakistes.

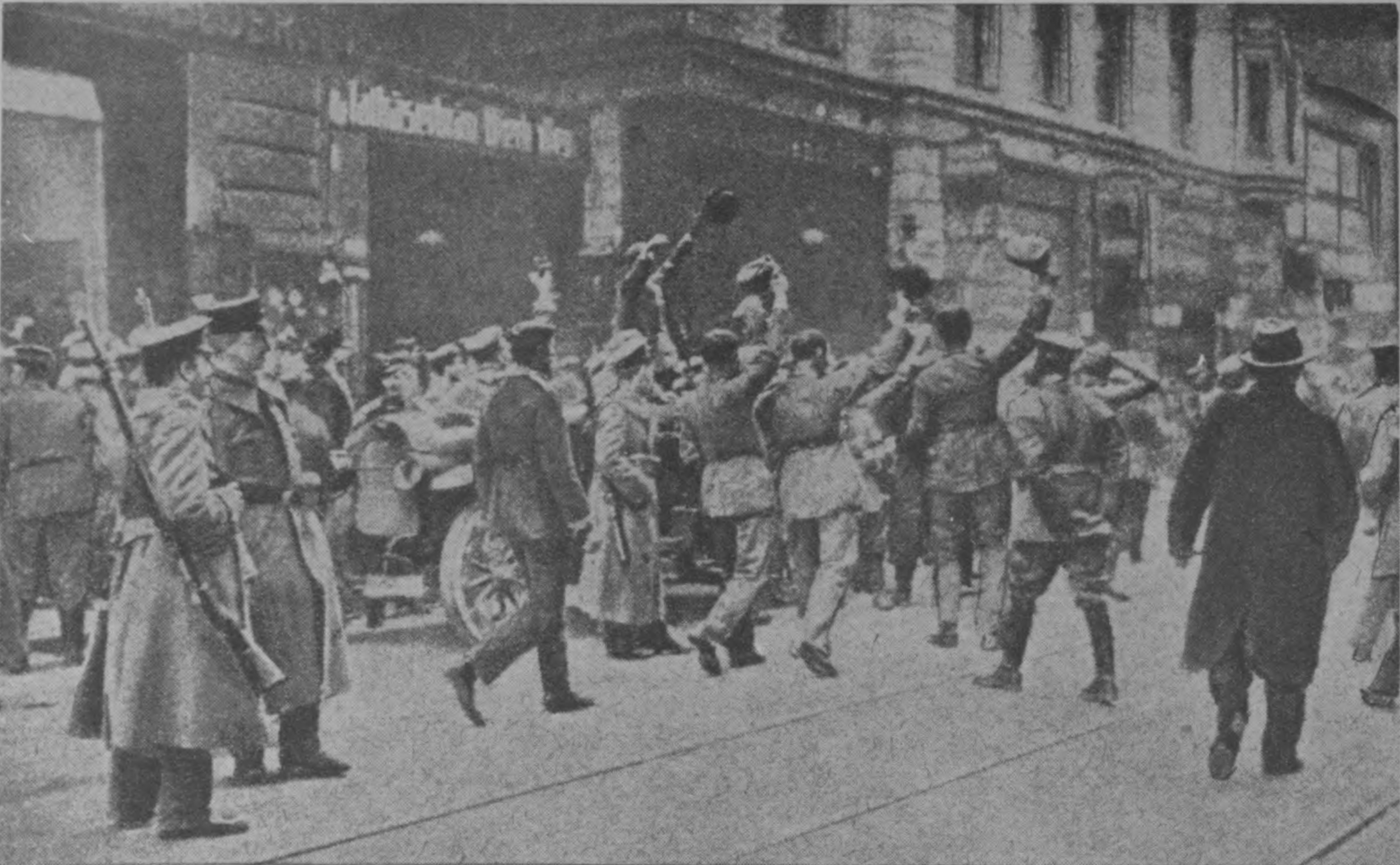
7 avril : proclamation de la république des conseils de Bavière

- 7 avril : tentative de révolution communiste en Bavière. Proclamation de la république des conseils de Bavière[81].
- 22 avril : après être parvenus à un accord sur les réparations allemandes et sur la Sarre, les Alliés s’entendent sur l’occupation temporaire de la Rhénanie par les troupes françaises[83].
- 23 avril : l’armée et les corps francs entrent en Bavière pour écraser l’insurrection déclenchée le 7 avril[78].

- 1er-8 mai : l’armée et les corps franc prennent Munich. Fin de la république des conseils de Bavière[78].

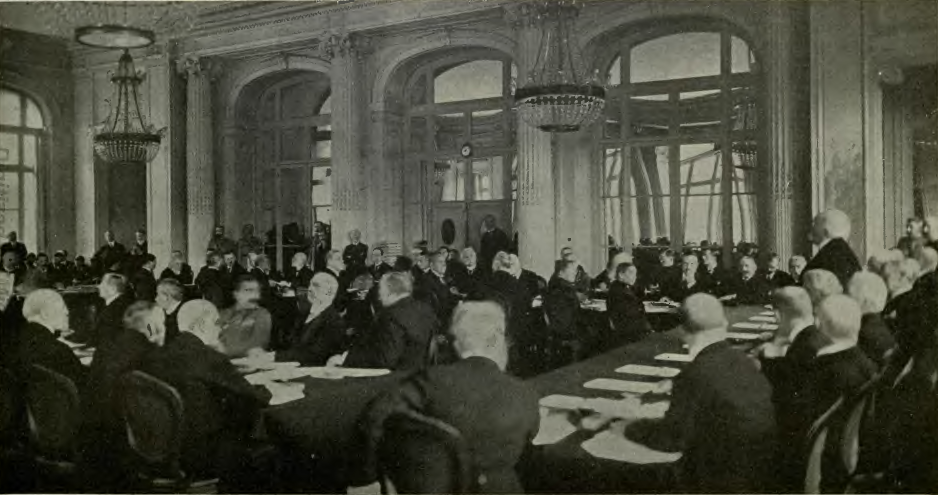
7 mai : le projet de traité est soumis à la délégation allemande à Versailles.

- 12 mai : l’Assemblée nationale constituante allemande, réunie en session extraordinaire, rejette le projet de traité soumis à la délégation allemande à Versailles le 7 mai[84].

- 16 juin : les Alliés adressent un ultimatum à l’Allemagne. Berlin a sept jours pour accepter les conditions de paix[84].
- 20 juin : le Gouvernement Scheidemann, refusant de prendre la responsabilité de signer le traité de Versailles. Friedrich Ebert reste à son poste et le lendemain confie à un cabinet de coalition dirigé par Gustav Bauer la tâche d’accepter le « Diktat »[78].
- 21 juin : sabordage de la flotte de guerre allemande à Scapa Flow dans les îles Orcades[85].
- 22 - 23 juin : l’assemblée de Weimar s’incline à 237 voix contre 138 et approuve le traité de Versailles[78]. Elle rejette cependant les articles sur la responsabilité et les criminels de guerre.

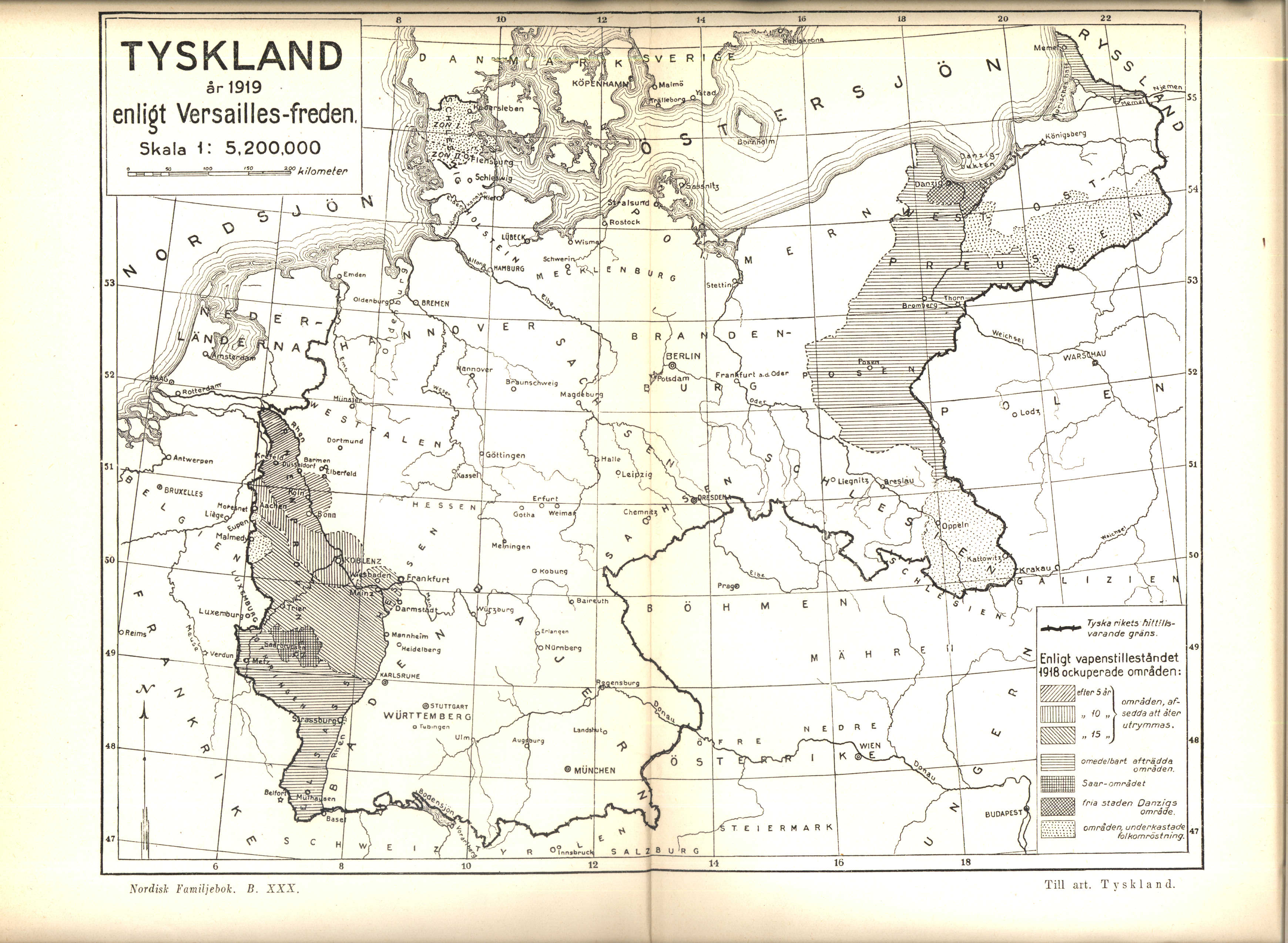
Carte de l'Allemagne après le traité de Versailles.

- 28 juin : le traité de Versailles est signé, y compris les articles jugés « honteux » par l’assemblée[78].

- 31 juillet : l’Assemblée nationale adopte la constitution de Weimar[79], proclamée le 11 août[78]. Le chancelier du Reich et le gouvernement du Reich seront responsables devant le Reichstag, élu pour quatre ans au suffrage universel et qui peut être dissout par le président du Reich (élu pour 7 ans). Le Reichsrat, formé des représentants des différents Länder, remplace le Bundesrat mais voit sa compétence réduite (pouvoir suspensif). Le Reich comprend 17 Länder au lieu de 25, à la suite de la fusion de sept principautés en un État de Thuringe. Le pouvoir fédéral est renforcé (perception de presque tous les impôts).
- 14 août : la Constitution de Bamberg, adopté le 12, est promulguée par la Bavière[86].
- 16-17 août : début d’une insurrection des populations polonaises contre l’autorité allemande en Haute-Silésie. Le 19 août, l’état de siège est proclamé. Le 24 l’insurrection est définitivement réprimée par les corps franc[87].

- 2 septembre : les Alliés imposent à l’Allemagne de renoncer à l’article 61 de la constitution de Weimar qui prévoyait la possibilité d’un Anschluss (unification) entre l’Allemagne et l’Autriche[78].

12 septembre : dans une brasserie de Munich, Adolf Hitler prend la parole à un meeting du Parti ouvrier allemand, fondé en janvier. Le 19 octobre, il sollicite son adhésion à ce parti avec l’approbation de ses supérieurs, qui est acceptée le 1er janvier 1920.
- 18 novembre : devant la commission d’enquête du Reichstag, Hindenburg, qui a démissionné le 25 juin, rejette la responsabilité de la défaite sur les dissensions entre partis et sur la propagande révolutionnaire (thèse du « coup de poignard dans le dos »)[88].

#### Europe orientale
- 1er janvier : indépendance de la Biélorussie, érigée en république socialiste soviétique (fin en 1921)[89].
- 5 janvier : l’armée rouge prend Vilnius[90].
- 8 janvier : une « Assemblée générale des Saxons » réunie à Mediaş en Transylvanie accepte les résolutions d’Alba Julia et demande leur incorporation à la Roumanie[91].
- 17 janvier : accord entre Józef Piłsudski et Ignacy Paderewski. Piłsudski reste chef de l’État et Paderewski devient Premier ministre et ministre des Affaires étrangères du premier gouvernement indépendant en Pologne[90].
- 24 janvier : le Parlement de Bucarest approuve l'ensemble des unions dont celle de la Bessarabie[92].
- 26 janvier : élections législatives polonaises[90].

- 3-4 février : le Premier ministre grec Eleftherios Venizelos présente au conseil des Dix les revendications de la Grèce : la Thrace, Smyrne, Chypre et l’Épire du Nord[93].
- 5 février : Kiev est reconquise par les bolchéviks qui chassent le gouvernement du Directoire de la République populaire ukrainienne (Simon Petlioura)[90].
- 14 février : bataille de Bereza Kartuska, en Biélorussie, premier engagement de la guerre polono-soviétique (1919-1920)[94].
- 27 février : proclamation de la République socialiste soviétique lituano-biélorusse[90].

- 2-6 mars : congrès de fondation de la IIIe Internationale communiste à Moscou[95].
- 10 mars : proclamation de la république soviétique d’Ukraine[94].

- 18-23 mars : au VIIIe congrès du parti communiste de Russie soviétique, création du bureau politique composé de cinq membres permanents (Lénine, Kamenev, Trotski, Staline et Krestinski) et de trois membres suppléants (Zinoviev, Kalinine et Boukharine)[96].
- 20 mars : devant un ultimatum de l’Entente exigeant un nouveau recul du territoire de la Hongrie (note Vix), le président Mihály Károlyi et son Premier ministre Dénes Berinkey estiment ne pas pouvoir obtempérer. Le gouvernement de la République démocratique hongroise démissionne et Mihály Károlyi annonce son intention de désigner un gouvernement social-démocrate[97].

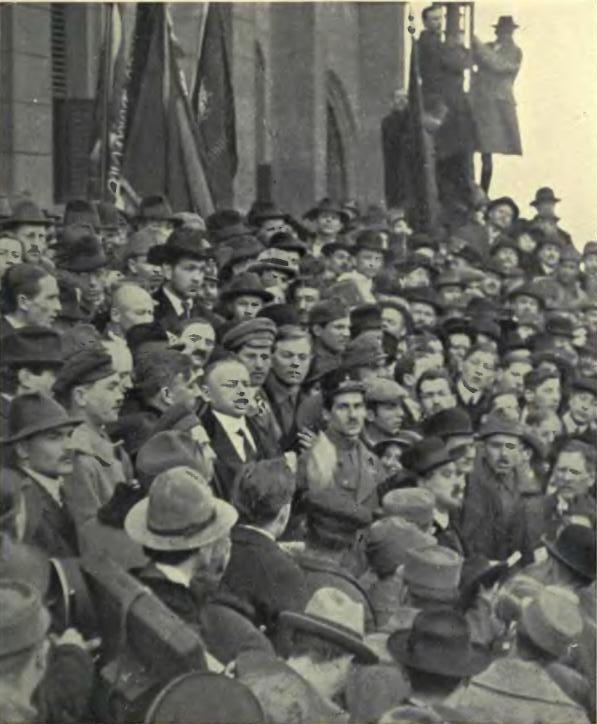
21 mars : Béla Kun proclame la république des conseils de Hongrie.

- 21 mars : en Hongrie, après la fusion des partis communiste et social-démocrate, Béla Kun prend le pouvoir et proclame la république des conseils de Hongrie sur le modèle des Soviets russes. Cet intermède communiste dure jusqu’au 1er août[97]. Le 26 mars, le gouvernement de Béla Kun nationalise toutes les entreprises industrielles et commerciales[98]. Il prend des décrets sociaux pour les femmes et les enfants, des mesures de contrôle sur la presse, la culture et les professions libérales. Le 4 avril, il lance une réforme agraire[99], qui attribue les terres confisquées aux grands propriétaires à des coopératives, alors que les paysans et le prolétariat agraire s’attendent à leur distribution. La Hongrie connaît bientôt la pénurie, le rationnement et l’inflation[100] (la couronne chute de 90 %).

- 2-6 avril : évacuation des troupes françaises du port d’Odessa[101].
- 5 avril : massacre de Pinsk. Meurtre de trente-cinq résidents juifs de Pinsk par des soldats polonais[102].
- 15-16 avril : début de la guerre hongro-roumaine de 1919[103]. Les troupes roumaines interviennent en Hongrie jusqu’à la Tisza.
- 19-21 avril : mutinerie des marins français de l’escadre de la mer Noire[39].
- 20 avril : les Hongrois proclament la « révolution en danger ». Plus de 40 000 ouvriers s’enrôlent dans l’armée rouge en six jours à l’appel de Béla Kun[79].
- 21 avril : les troupes polonaises conduites par Józef Piłsudski entrent dans Vilnius[94]. Fin de la République socialiste soviétique lituano-biélorusse.

- 1er mai : offensive tchèque en Hongrie[103].

- 10 juin : Béla Kun refuse l’offre de règlement du conflit par Alliés et lance une nouvelle offensive[79].
- 12-13 juin : congrès du Parti des communistes de Hongrie[104]. La suprématie des communistes hongrois est consacrée au congrès du parti, suivi de l’Assemblée nationale des Conseils (14-23 juin[105]), une sorte de Constituante qui adopte le principe de la dictature du prolétariat et le nom d’État socialiste fédératif. De fait, la dictature est exercée par Béla Kun et son directoire de cinq membres. Le régime pratique la terreur à l’aide d’une unité spéciale terroriste du gouvernement, une police parallèle appelée familièrement « les gars de Lénine »[106].

- 19–23 juin : victoire décisive de l’Estonie et de la Lettonie sur le gouvernement balte pro-allemand à la bataille de Wenden[107].
- 24 juin : échec d’une tentative de putsch contre-révolutionnaire à Budapest[106].
- 28 juin : le traité de Versailles fixe les frontières occidentales de la Pologne qui obtient un accès à la mer avec la Prusse-Occidentale (le corridor polonais) à l’exception de Dantzig et la Posnanie[108].

- 1er juillet : l’armée rouge reprend Perm, puis Iekaterinbourg le 14, franchit l'Oural et atteint Tcheliabinsk le 24[109].
- 7 juillet : l’armée tchèque met fin à la république slovaque des Conseils proclamée le 16 juin avec l’aide de l’armée rouge hongroise[110].
- 11 juillet : la Galicie orientale devient un protectorat polonais après la conférence de Paris[111].
- 20 juillet : l’armée rouge hongroise lance une offensive contre les Roumains mais est écrasée à Kisújszállás le 24 juillet[112].

- 1er août : démission du gouvernement des conseils en Hongrie. Béla Kun s’exile à Vienne[106]. Gyula Peidl, président du syndicat des imprimeurs opposé à la République des conseils de Hongrie, forme un gouvernement socialiste (fin le 6 août)[113].

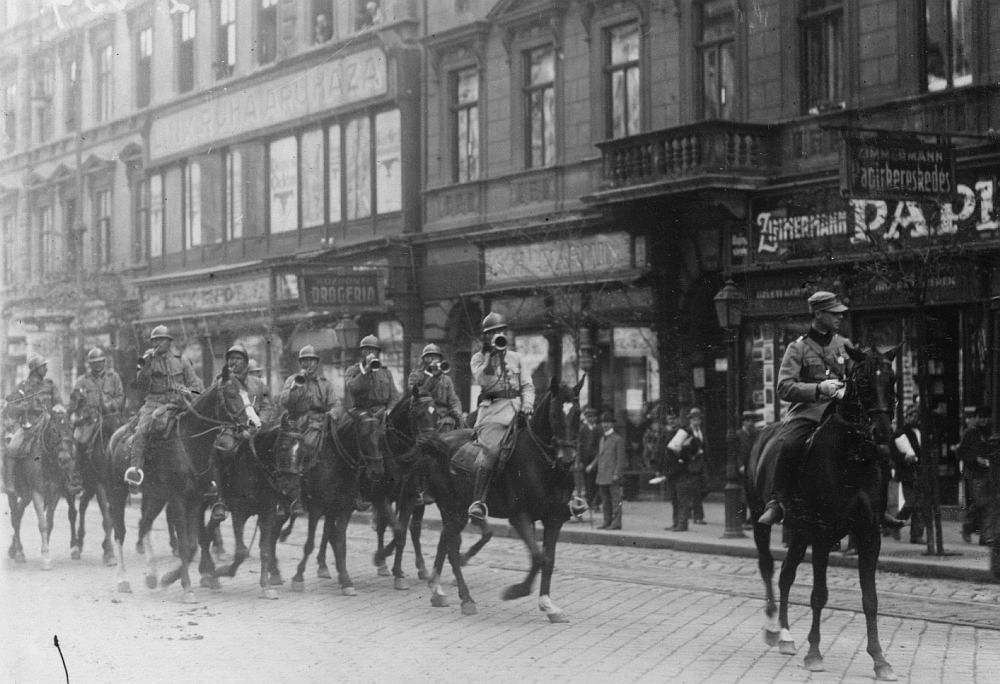
3 août : les troupes roumaines occupent Budapest.

- 3 août : les troupes roumaines occupent Budapest après la chute de Béla Kun et y restent jusqu’en novembre[106]. Le 6 août, István Friedrich force le cabinet de Gyula Peidl à démissionner et forme un gouvernement contre-révolutionnaire[113]. Début de la Terreur blanche en Hongrie (1919-1920)[100].
- 8 août : Minsk tombe aux mains des Polonais[114].
- 20 août : début de la bataille de Tobolsk-Petropavlovsk entre les armées rouges et blanche en Sibérie[115].
- 23-28 août : insurrection de Sejny ; les troupes lituaniennes se retirent[116].
- 30 août : en Ukraine, les troupes nationalistes de Simon Petlioura s’emparent de Kiev, prise en février par l’armée rouge ; le lendemain, elles sont chassées les Forces Armées du Sud de la Russie conduite par Anton Dénikine[109].

- 7 et 12 septembre : décrets-loi instituant des réformes agraires en Roumanie (Bucovine, Transylvanie, Banat, le Maramureș, la Crișana)[117], vivement contestées par les Hongrois.
- 10 septembre : traité de Saint-Germain-en-Laye sur la protection des minorités entre les principales Puissances alliées et associées et le Royaume des Serbes, Croates et Slovènes. Traité de Saint-Germain-en-Laye entre les Alliés et la Tchécoslovaquie[118].
- 28 septembre, Guerre soviéto-polonaise : début de la bataille de Daugavpils ; les troupes polono-lettone chassent l’Armée rouge de la ville le 5 janvier 1920[94].

- 10 octobre : le Conseil Suprême des Alliés instaure le blocus économique de la Russie soviétique (fin le 10 octobre 1920[119].
- 20 octobre : les Forces Armées du Sud de la Russie conduites par Anton Dénikine atteignent Orel, point culminant de leur offensive dans la région de l’Oural, puis refluent[90].
- 26 octobre : succès de l’Armée rouge sur les troupes russes blanches en Sibérie après la bataille de Tobolsk-Petropavlovsk. Les Bolcheviks gagnent du terrain sur le front oriental ; le 14 novembre, ils prennent Omsk, la capitale de Koltchak, puis Novossibirsk (14 décembre), Tomsk (20 décembre), Krasnoïarsk (6 janvier 1920), Irkoutsk (7 mars 1920)[115].
- 28 octobre : l’Armée rouge reprend Tsarskoïe Selo puis Yamburg le 15 novembre[109].

- 4-8 novembre : élections législatives roumaines[120].

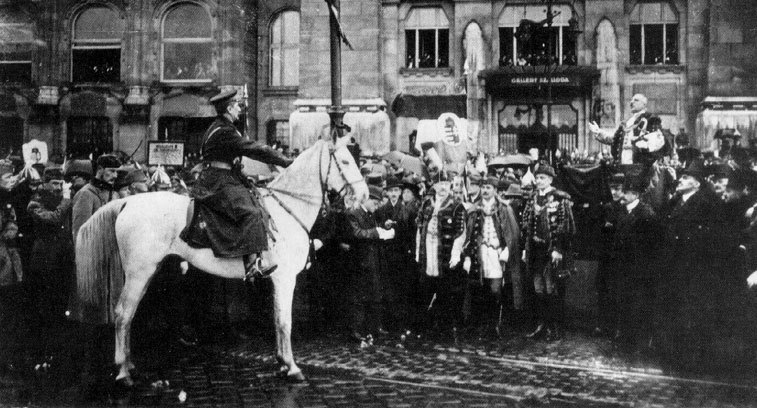
16 novembre : l’amiral Miklós Horthy entre à Budapest.

- 22 novembre : gouvernement de Károly Huszár en Hongrie (fin en 1920)[113].
- 27 novembre : les Alliés signent le traité de Neuilly avec la Bulgarie, qui perd la Dobroudja méridionale et cède la Thrace occidentale à la Grèce. Les frontières sont délimités avec la Yougoslavie[121].

- 8 décembre : le Conseil Suprême des Alliés propose la ligne Curzon comme frontière entre la Pologne et la Lituanie[119]. Elle attribue la ville de Vilnius à la Lituanie. Les Polonais refusent la ligne Curzon et avancent jusqu’à Kiev (mai 1920).
- 9 décembre :
  - Le Royaume de Roumanie signe à Paris le traité des minorités à l’issue de la conférence de la paix[118] : égalité des droits, liberté de religion et d’enseignement dans la langue maternelle. Les Juifs qui ne se réclament pas d’une autre nationalité sont considérés comme Roumains[122].
  - Gouvernement de Alexandru Vaida-Voevod en Roumanie[123].
- 12 décembre : l’Armée rouge reprend Kharkov aux nationalistes[124]. Le 16, elle reprend Kiev[90] puis s’empare d’Ekaterinoslav et occupe tout le sud de l’Ukraine.

## Décès en 1919

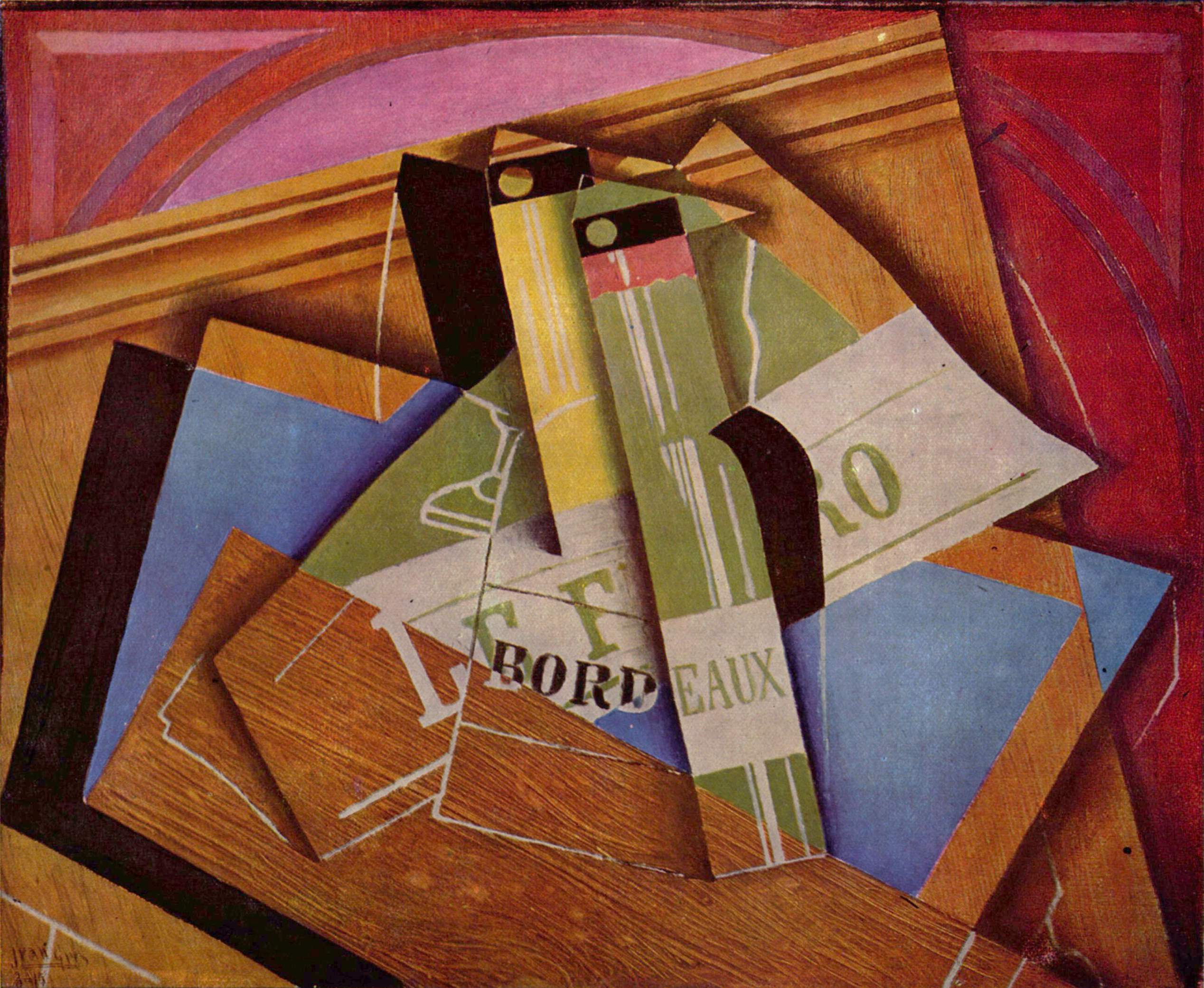
Nature morte à la bouteille de bordeaux, de Juan Gris.La peinture en 1919 sur Commons